# Dasybasis argentina
Dasybasis argentina är en tvåvingeart som först beskrevs av Juan Brèthes 1910.  Dasybasis argentina ingår i släktet Dasybasis och familjen bromsar. Inga underarter finns listade i Catalogue of Life.